# Río Pedregoso (Bowman Creek)
El río de rocas se encuentra en Boeman Creek en Wyoming, Pennsylvania, Estados Unidos. 
Aproximadamente mide 3,5 km de largo y fluye a través del pueblo de Noxen. La cuenca de agua tiene un área de 6,3 km².La geología principal del lugar consiste en aluvión, roca, tierra y algunos metales. Esta zona es clasificada como A en la vida marítima de Pennsylvania, tiene una buena calidad del agua y una migración enorme de peces.

## Curso del rio

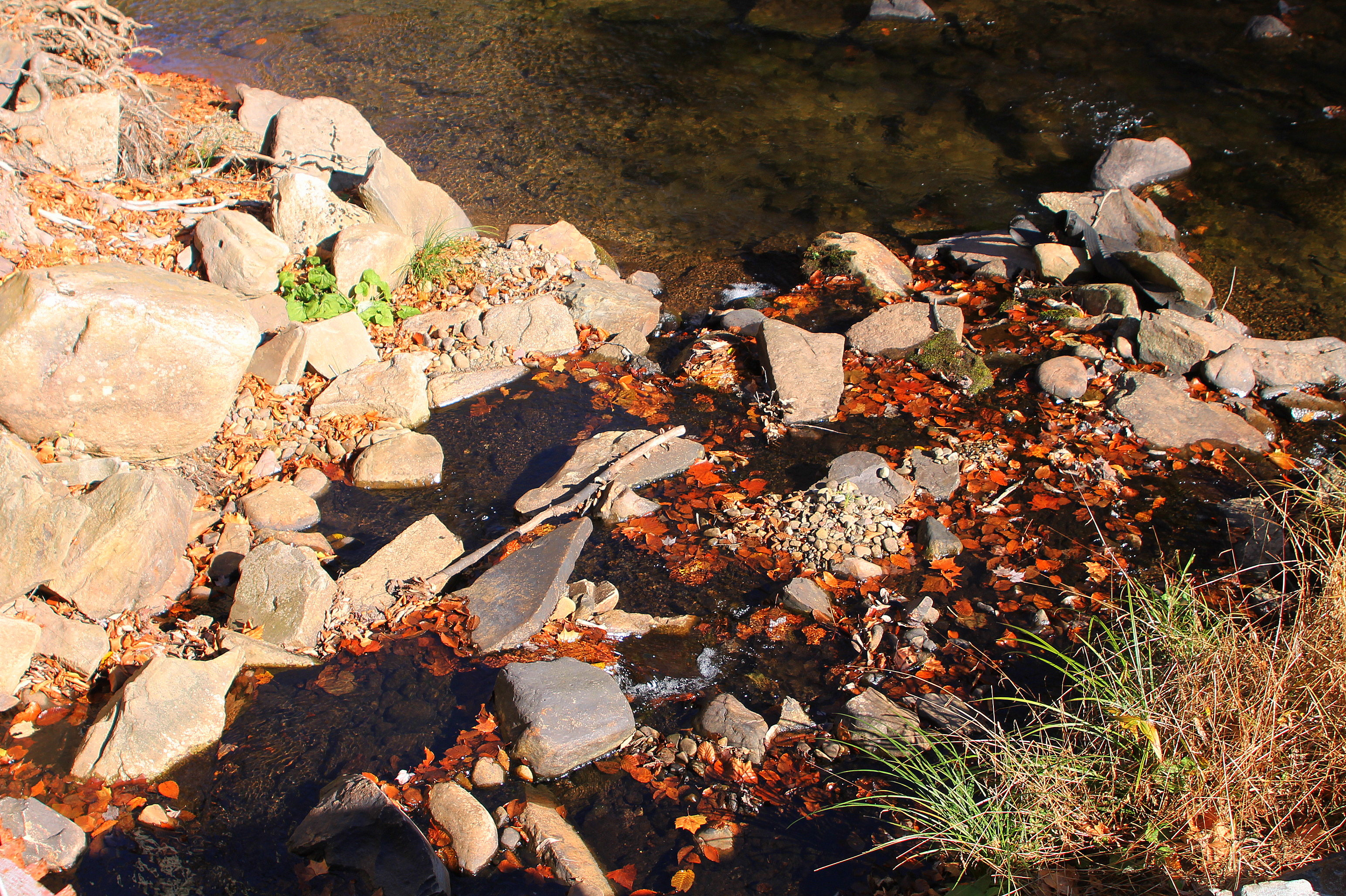
Residuos del Río de piedra

El río de piedras nace en Noxen, continúa hacia el suroeste durante varias millas hasta entrar en el valle al norte de Stone Mountain. Después de varias millas, el río se dirige al sureste, después avanza en dirección este-noreste por varios cientos de millas hasta alcanzar Bowman Creek.
El río de piedras se une a Bowman Creek después de un recorrido de 25,04139264 km.

## Hidrología
El río de roca no es designado como un cuerpo de agua. Tiene una concentración de 9
miligramos por litro de alcalinidad.

## Geografía y geología
La elevación cerca de la boca del río es de 338 m sobre el nivel del mar, la elevación del origen se encuentra ente 671 m y 677 m sobre el nivel del mar.
La geología consiste casi en su totalidad de aluvión.

## Cuenca
La cuenca tiene un área de 6,3 km.
Un total del 77% del río es de acceso público, el 23% restante es propiedad privada.

## Historia
El río entró en el GNIS (Geographic Name Information System) en agosto de 1979, su número de identificación es 1199626.
En el 2000 fue propuesta una granja eólica de Wyoming por BP energías alternativas, pero el proyecto fue cancelado ya que ocupaba parte del terreno.